# Campionati mondiali di sollevamento pesi 2024 - 87 kg femminile
Le gare di sollevamento pesi della categoria fino a 87 kg femminile — pesi massimi — dei campionati mondiali del 2024 si sono svolte il 14 dicembre 2024 a Manama presso il Weightlifting Marquee Venue.

## Programma
L'orario indicato corrisponde a quello bahreinita (UTC+03:00)
| Data             | Orario | Evento   |
| ---------------- | ------ | -------- |
| 14 dicembre 2024 | 11:00  | Gruppo C |
| 14 dicembre 2024 | 15:30  | Gruppo B |
| 14 dicembre 2024 | 20:00  | Gruppo A |

## Medagliate
Per ciascun esercizio, le prime tre classificate sono le seguenti:
| Esercizio | Oro    | Oro    | Argento           | Argento | Bronzo            | Bronzo |
| --------- | ------ | ------ | ----------------- | ------- | ----------------- | ------ |
| Strappo   | Wu Yan | 122 kg | Madias Nzesso     | 114 kg  | Eileen Cikamatana | 113 kg |
| Slancio   | Wu Yan | 150 kg | Eileen Cikamatana | 144 kg  | Kim Yong-ju       | 144 kg |
| Totale    | Wu Yan | 272 kg | Eileen Cikamatana | 257 kg  | Kim Yong-ju       | 256 kg |

## Record
Prima di questa competizione, i record mondiali esistenti erano i seguenti:
| Record mondiale | Strappo | Mondiale standard | 132 kg | — | 1º novembre 2018 |
| Record mondiale | Slancio | Mondiale standard | 164 kg | — | 1º novembre 2018 |
| Record mondiale | Totale  | Mondiale standard | 294 kg | — | 1º novembre 2018 |

## Risultati
| Pos. | Atleta                      | Gr. | Peso atleta | Strappo (kg) | Strappo (kg) | Strappo (kg) | Strappo (kg) | Slancio (kg) | Slancio (kg) | Slancio (kg) | Slancio (kg) | Totale   |
| Pos. | Atleta                      | Gr. | Peso atleta | 1            | 2            | 3            | Pos.         | 1            | 2            | 3            | Pos.         | Totale   |
| ---- | --------------------------- | --- | ----------- | ------------ | ------------ | ------------ | ------------ | ------------ | ------------ | ------------ | ------------ | -------- |
|      | Wu Yan (CHN)                | A   | 85.44       | 115          | 120          | 122          |              | 143          | 148          | 150          |              | 272      |
|      | Eileen Cikamatana (AUS)     | A   | 87.00       | 113          | 117          | 117          |              | 144          | 144          | 149          |              | 257      |
|      | Kim Yong-ju (PRK)           | A   | 81.66       | 108          | 112          | 115          | 5            | 138          | 143          | 144          |              | 256      |
| 4    | Rahma Ahmed (EGY)           | A   | 84.72       | 108          | 112          | 113          | 4            | 126          | 132          | 136          | 7            | 249      |
| 5    | Xu Linyue (CHN)             | A   | 86.10       | 98           | 102          | 105          | 13           | 137          | 141          | 145          | 5            | 246      |
| 6    | Lo Ying-yuan (TPE)          | B   | 85.98       | 105          | 110          | 113          | 6            | 128          | 130          | 135          | 8            | 245      |
| 7    | Dayana Chirinos (VEN)       | A   | 86.68       | 102          | 102          | 105          | 16           | 135          | 140          | 143          | 4            | 245      |
| 8    | Madias Nzesso (GBR)         | A   | 86.58       | 111          | 114          | 117          |              | 130          | 134          | 135          | 10           | 244      |
| 9    | Yun Ha-je (KOR)             | B   | 86.30       | 98           | 101          | 104          | 17           | 130          | 136          | 136          | 6            | 237      |
| 10   | Jang Hyeon-ju (KOR)         | B   | 83.08       | 100          | 105          | 109          | 11           | 125          | 131          | 131          | 9            | 236      |
| 11   | Tursunoy Jabborova (UZB)    | A   | 87.00       | 106          | 110          | 110          | 7            | 125          | 129          | 130          | 14           | 235      |
| 12   | Anastasiia Manievska (UKR)  | B   | 86.50       | 101          | 104          | 106          | 14           | 124          | 127          | 129          | 11           | 231      |
| 13   | Tat'ev Hakobyan (ARM)       | A   | 86.88       | 102          | 105          | 108          | 12           | 125          | 130          | 132          | 13           | 230      |
| 14   | Darya Kheidzer (AIN)        | C   | 86.50       | 100          | 105          | 107          | 8            | 115          | 120          | 125          | 16           | 227      |
| 15   | Kayla Kass (USA)            | B   | 83.50       | 99           | 102          | 103          | 15           | 123          | 128          | 129          | 15           | 226      |
| 16   | Veronika Mitykó (HUN)       | C   | 83.66       | 100          | 104          | 106          | 9            | 114          | 118          | 120          | 19           | 224      |
| 17   | Sarah Barnett (USA)         | B   | 86.78       | 95           | 98           | 99           | 19           | 126          | 127          | 130          | 12           | 222      |
| 18   | Medea Jones (NZL)           | C   | 86.72       | 98           | 102          | 105          | 10           | 116          | 120          | 120          | 21           | 221      |
| 19   | Anne Vejsgaard Jensen (DEN) | B   | 87.00       | 100          | 104          | 104          | 18           | 115          | 118          | 122          | 20           | 218      |
| 20   | María Fernanda Valdés (CHI) | C   | 87.00       | 93           | 93           | 96           | 20           | 120          | 120          | 120          | 18           | 213      |
| 21   | Jeanne Eyenga (CMR)         | C   | 85.60       | 85           | 89           | 89           | 23           | 112          | 116          | 120          | 17           | 205      |
| 22   | Lenka Žembová (SVK)         | C   | 87.00       | 90           | 93           | 94           | 21           | 113          | 116          | 116          | 22           | 203      |
| 23   | Eliška Šmigová (CZE)        | C   | 84.52       | 84           | 88           | 92           | 22           | 109          | 109          | 116          | 23           | 197      |
| —    | Nikola Seničová (SVK)       | C   | 86.62       | —            | —            | —            | —            | —            | —            | —            | —            | —        |
| —    | Elham Hosseini (IRI)        | B   | ritirata    | ritirata     | ritirata     | ritirata     | ritirata     | ritirata     | ritirata     | ritirata     | ritirata     | ritirata |